# Бозель (Верхняя Гаронна)
Бозе́ль (фр. Beauzelle, окс. Bausèla) — коммуна во Франции, находится в регионе Юг — Пиренеи. Департамент — Верхняя Гаронна. Входит в состав кантона Бланьяк. Округ коммуны — Тулуза.
Код INSEE коммуны — 31056.

## География
Коммуна расположена приблизительно в 590 км к югу от Парижа, в 9 км к северо-западу от Тулузы.
По территории коммуны протекает река Гаронна.

## Климат
Климат умеренно-океанический. Зима мягкая и снежная, весна характеризуется сильными дождями и грозами, лето сухое и жаркое, осень солнечная. Преобладают сильные юго-восточные и северо-западные ветры.

## Население
Население коммуны на 2010 год составляло 5179 человек.
| 1962 | 1968 | 1975 | 1982 | 1990 | 1999 | 2010 |
| ---- | ---- | ---- | ---- | ---- | ---- | ---- |
| 379  | 623  | 2736 | 3573 | 5405 | 5375 | 5179 |

## Администрация
| Период | Период | Фамилия         | Партия                  | Примечания |
| ------ | ------ | --------------- | ----------------------- | ---------- |
|        | 1989   | Эжен Шамейу     |                         |            |
| 1989   | 2014   | Клод Бенуа      | Социалистическая партия |            |
| 2014   | 2020   | Патрис Родригес | Социалистическая партия |            |

## Экономика
В 2010 году среди 3499 человек трудоспособного возраста (15—64 лет) 2682 были экономически активными, 817 — неактивными (показатель активности — 76,7 %, в 1999 году было 71,5 %). Из 2682 активных жителей работали 2425 человек (1270 мужчин и 1155 женщин), безработных было 257 (115 мужчин и 142 женщины). Среди 817 неактивных 331 человек были учениками или студентами, 295 — пенсионерами, 191 были неактивными по другим причинам.

## Достопримечательности
- Церковь Св. Иулиана

## Фотогалерея

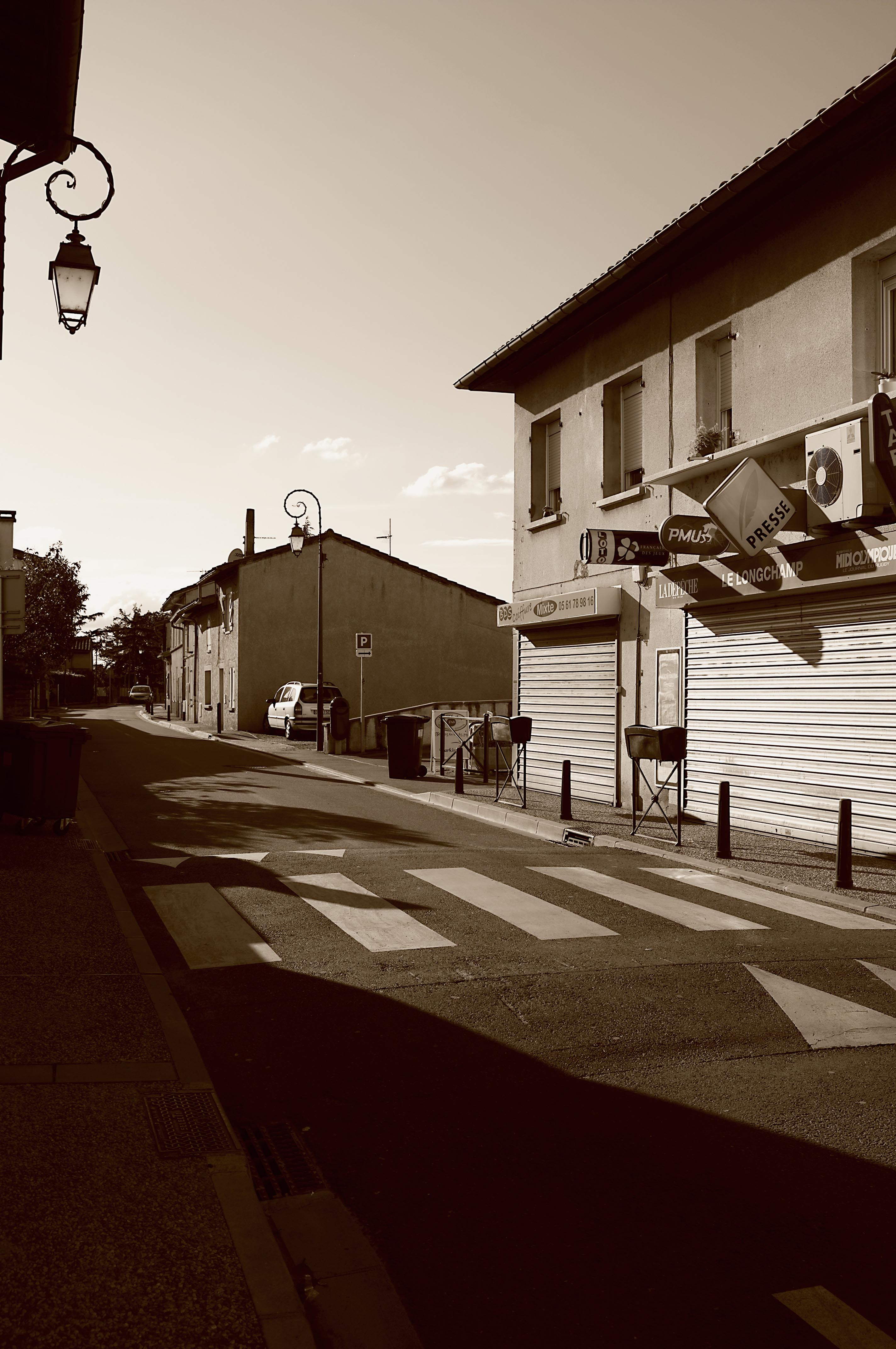
Бозель
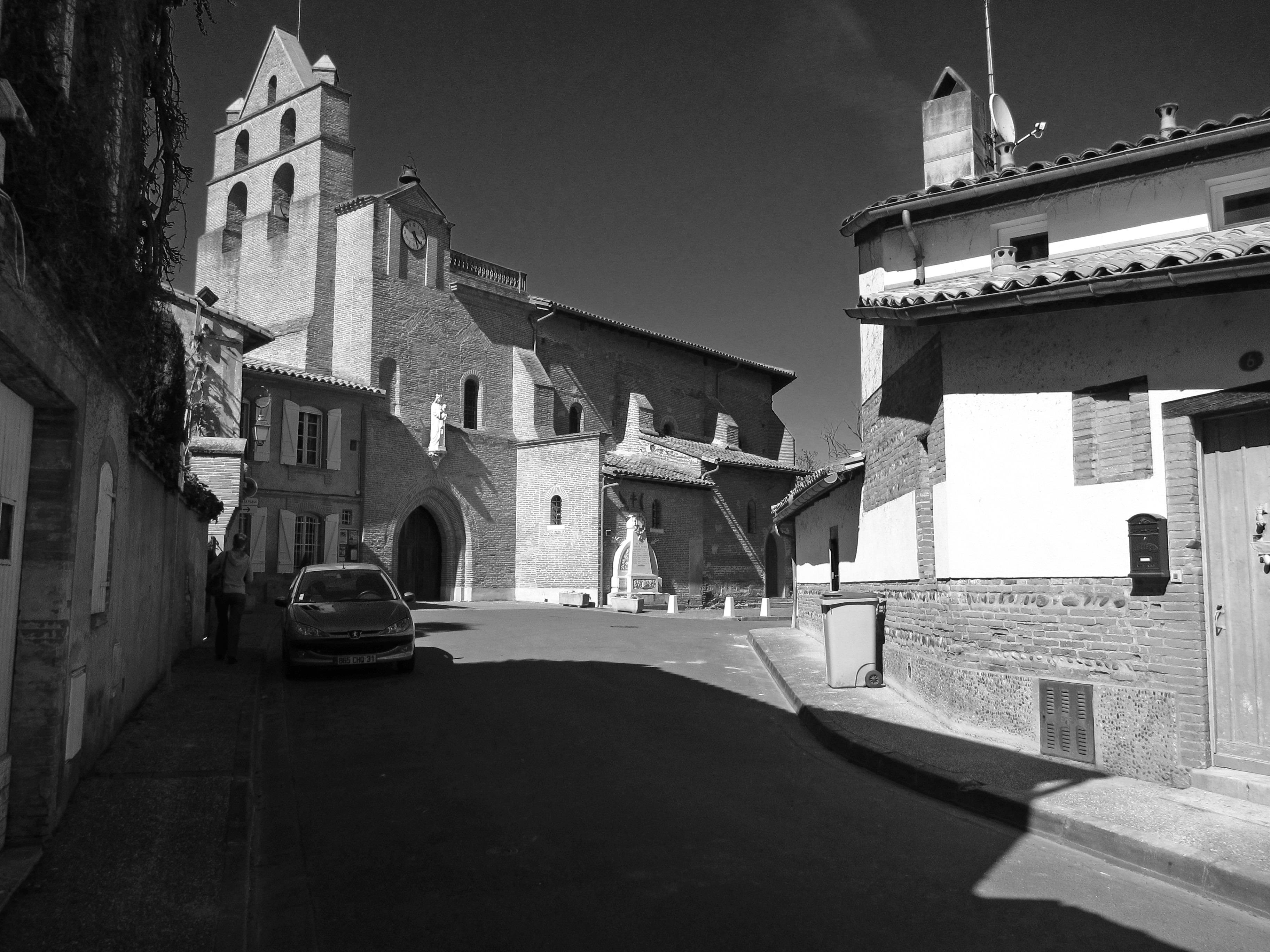
Церковь Св. Иулиана
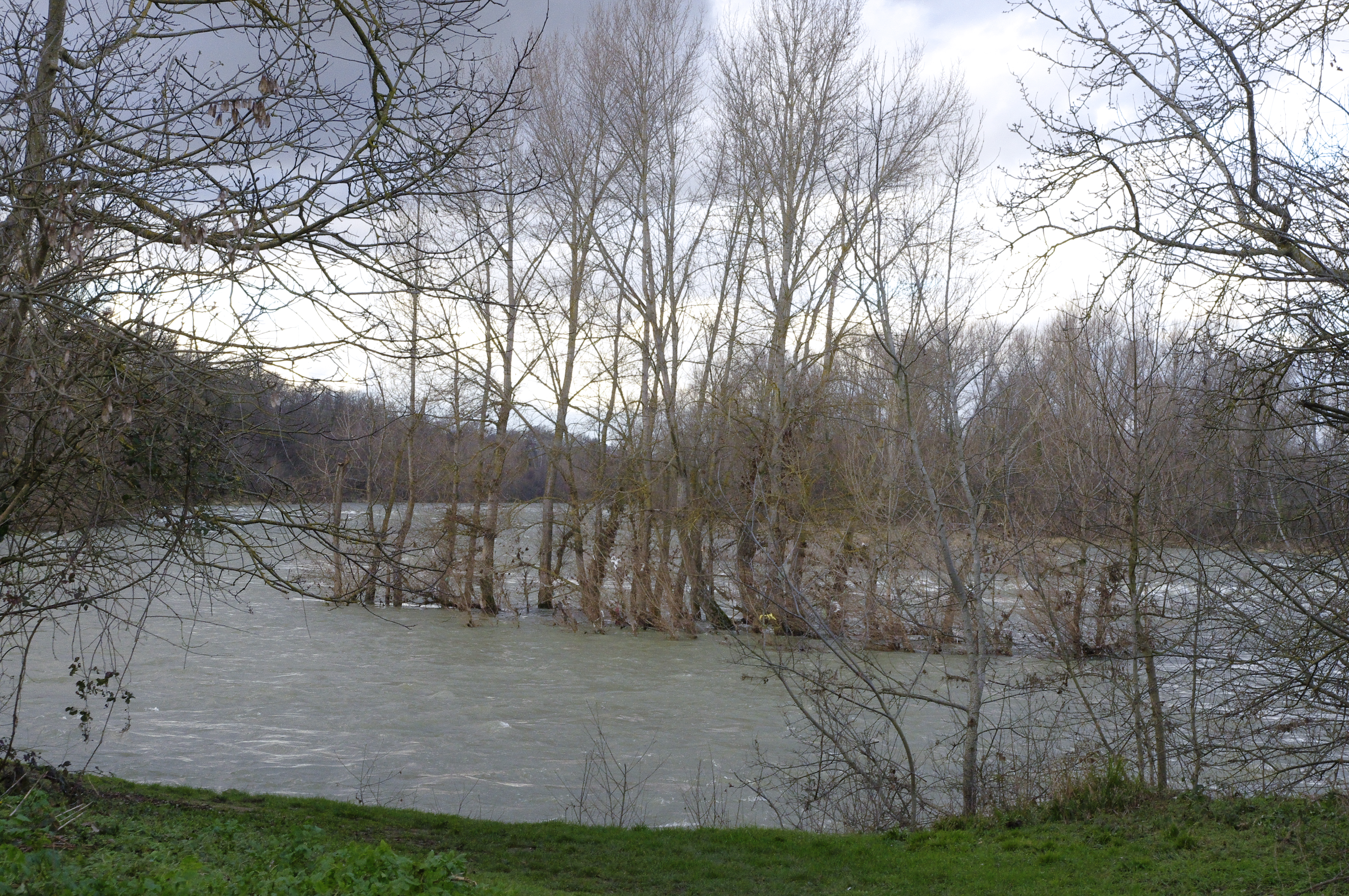
Река Гаронна
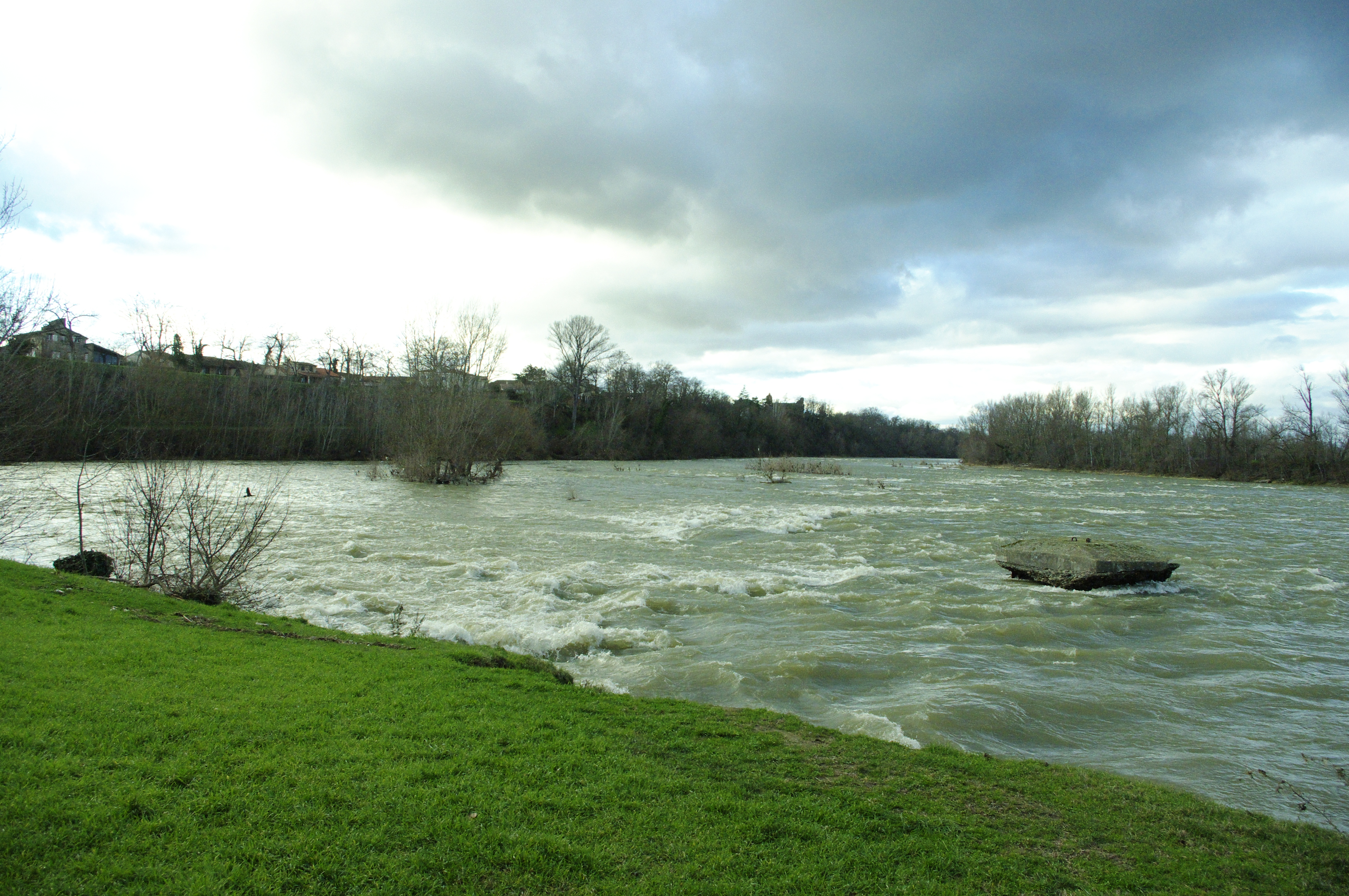
Река Гаронна
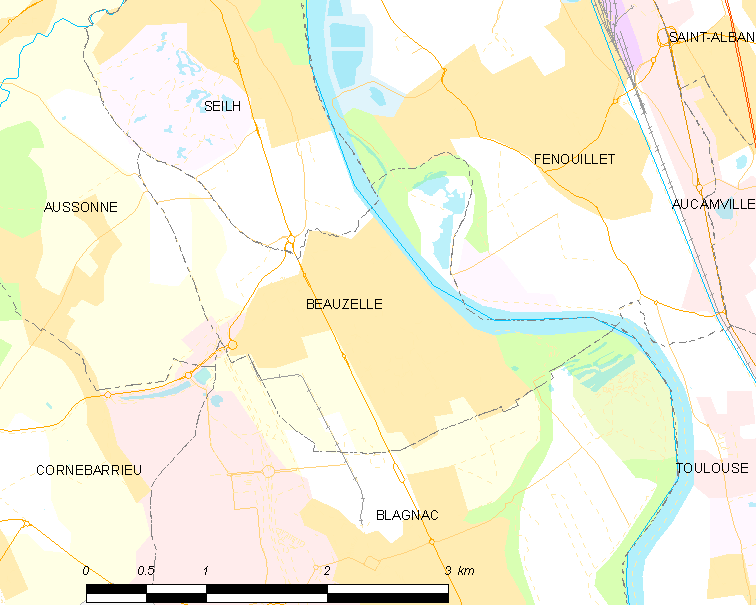
Карта коммуны